# Hallonjordfly

Hallonjordfly, Diarsia rubi,är en fjärilsart som först beskrevs av Karl Friedrich Vieweg 1790.  Hallonjordfly ingår i släktet Diarsia, och familjen nattflyn, Noctuidae. Arten  har livskraftiga, LC, populationer i både Sverige och Finland. Inga underarter finns listade i Catalogue of Life.

## Bildgalleri

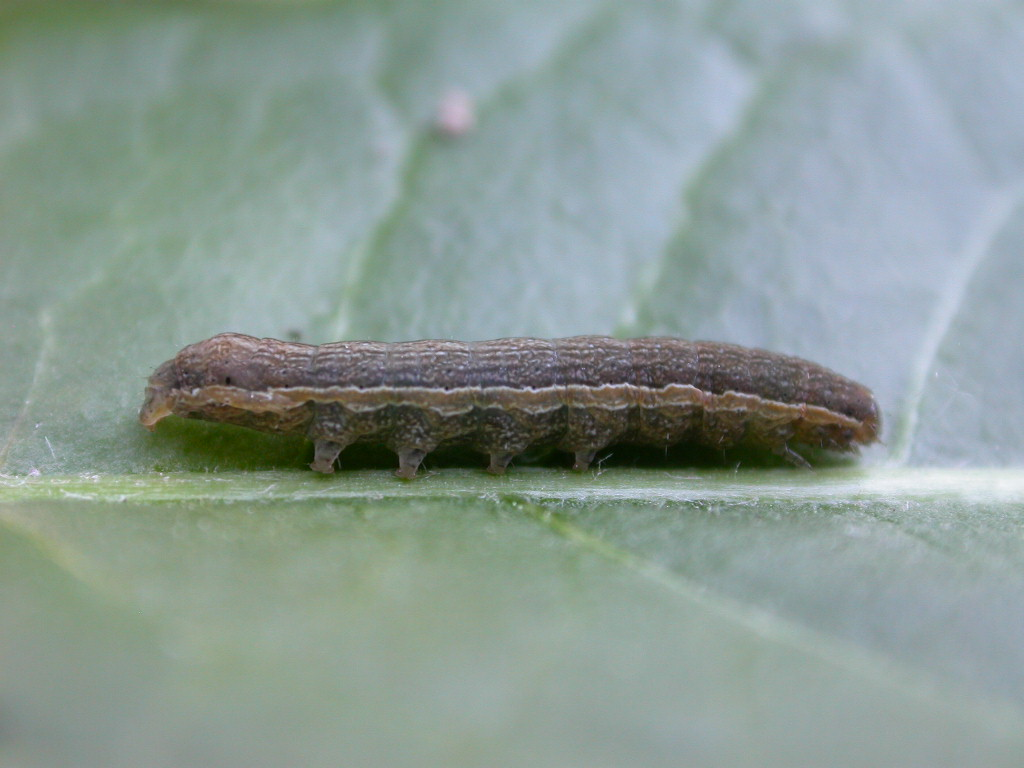
Fjärilens larv
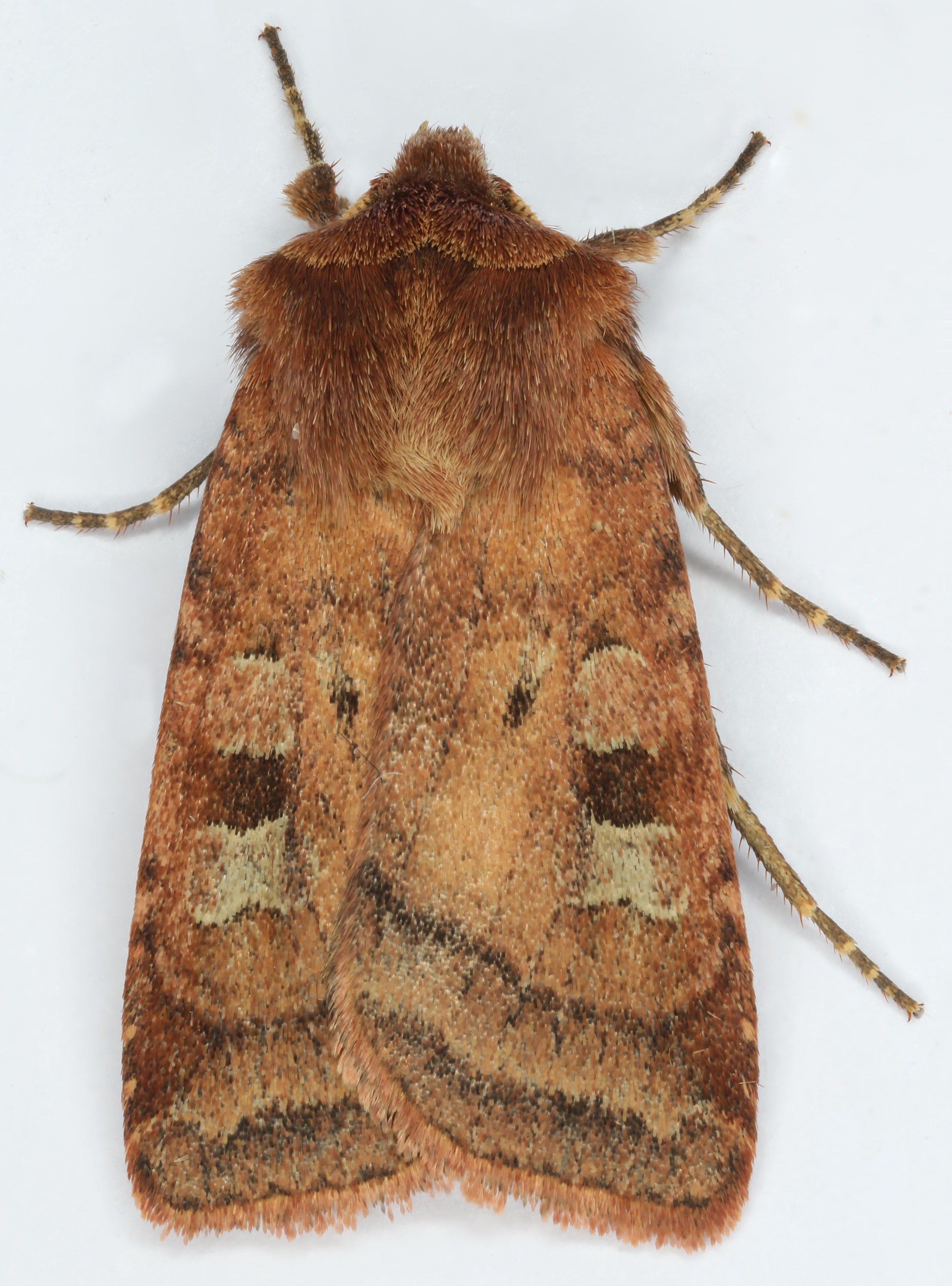
Imago fjäril
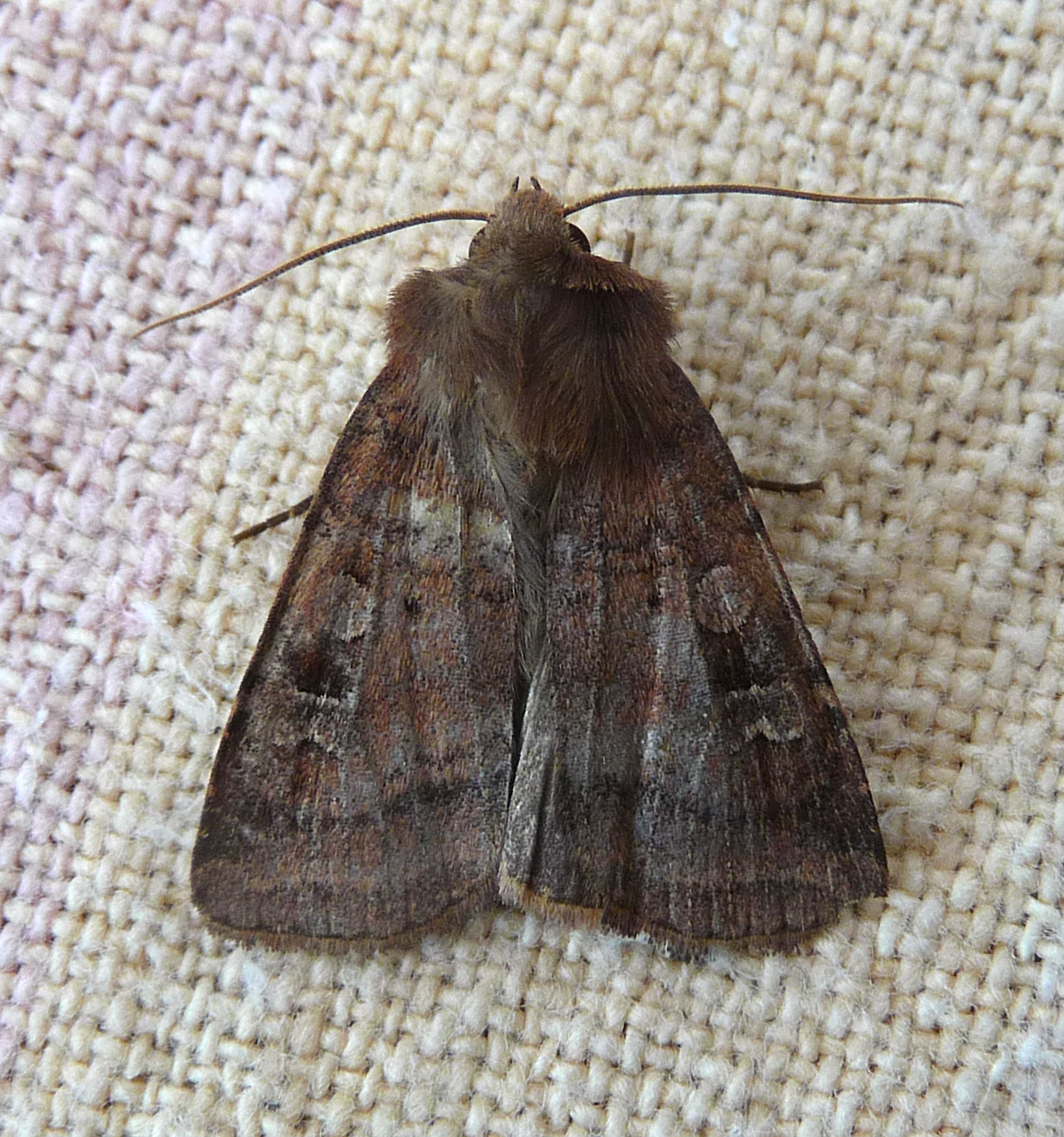
Imago fjäril
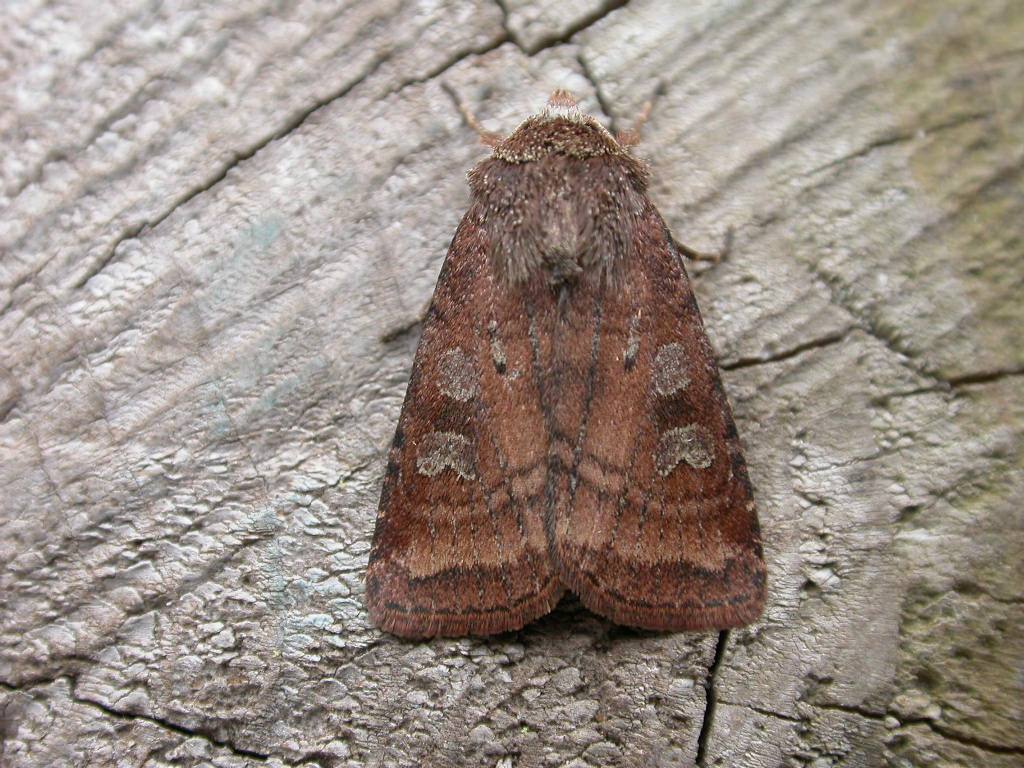
Imago fjäril
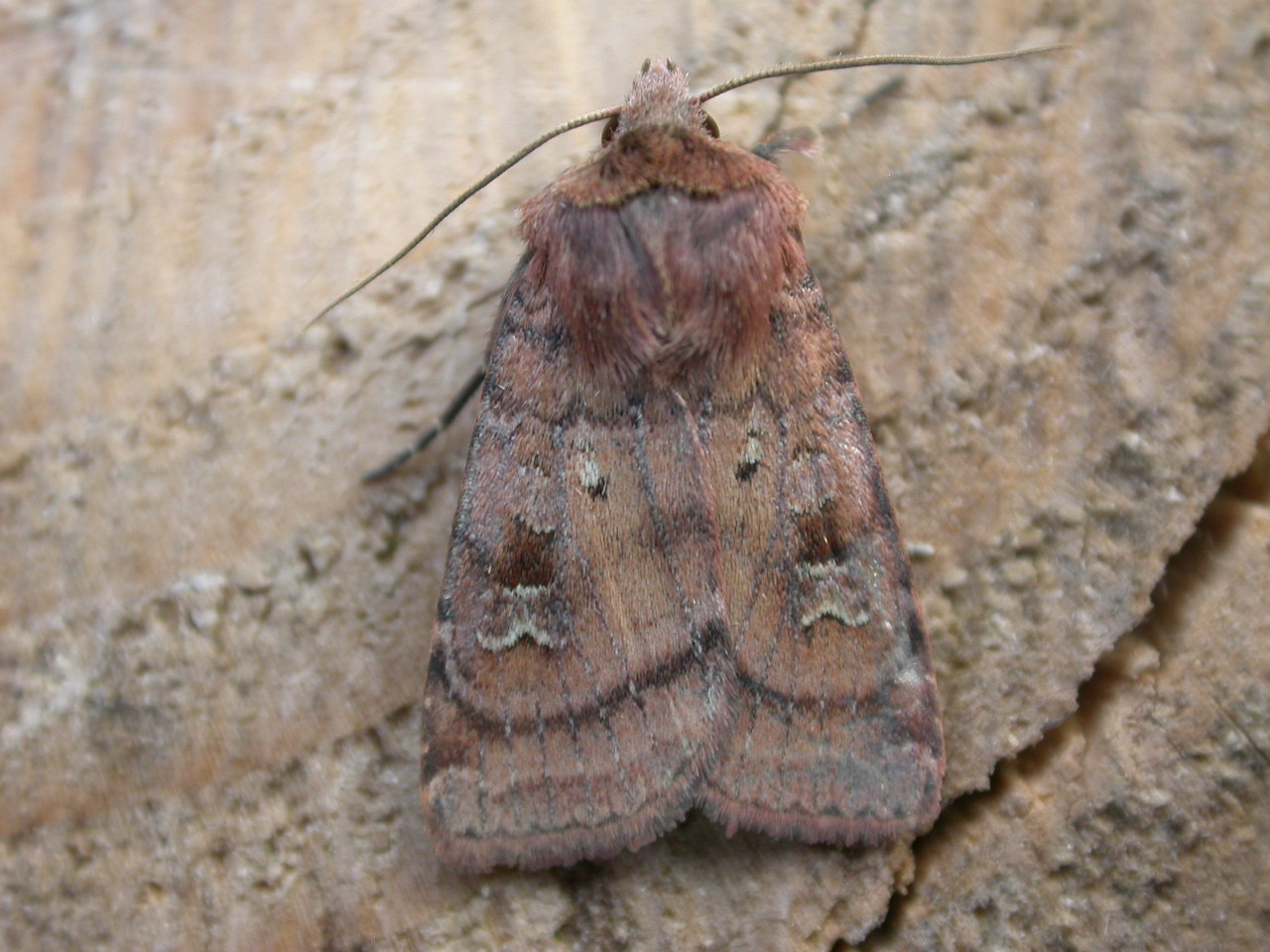
Imago fjäril